# Novela volebního zákona 2021
Novela volebního zákona 2021 je zákon v Česku, který by měl narovnat nespravedlnosti současného zákona o volbách do Parlamentu České republiky (č. 247/1995 Sb.), kde hlasy občanů mají různou váhu podle krajů. Nález Ústavního soudu tyto části zákona zrušil a Parlament ČR tudíž musel připravit a schválit před říjnovými volbami 2021 nový volební zákon. Většina veřejnosti i odborníků takovou změnu v přepočtu hlasů podporovala, Legislativní rada vlády však původní návrhy odmítla a poté dva různé návrhy k projednání parlamentem již předložila vláda. Konečná podoba novely byla schválena počátkem května 2021. Zákon vyšel ve Sbírce zákonů pod č. 189/2021 Sb.

## Stížnost senátorů k ÚS na nerovnost hlasů
Návrh na zrušení systému voleb do sněmovny, kterým se Ústavní soud zabýval, podala již koncem roku 2017 skupina 21 senátorů, složená ze zákonodárců STAN, KDU-ČSL, TOP 09 a nezávislých senátorů. Obrátili se na soud s tvrzením, že malé strany potřebují pro zisk poslaneckého mandátu ve volbách získat více hlasů než velké strany. Senátoři také napadli ustanovení, podle kterého koalice dvou stran musí získat pro vstup do dolní komory nejméně deset procent hlasů a koalice tří stran 15 procent, což považovali za diskriminační.

## Nález Ústavního soudu
Ústavní soud o stížnosti rozhodl nálezem sp. zn. Pl. ÚS 44/17. Soud nebyl při rozhodování o volebním zákonu jednotný, ačkoliv absolutní většina (11 z 15 soudců, asi 74 %) s nálezem souhlasila. Čtyři soudci patnáctičlenného sboru s nálezem nesouhlasili a podali k němu odlišné stanovisko (Ludvík David, Jaroslav Fenyk, Josef Fiala a Radovan Suchánek). Soudci, kteří zaujali tzv. disentní stanovisko, kritizovali zejména liknavost rozhodnutí trvajícího přes tři roky. Současnou dobu projednání porovnali s jiným přezkumem volebního zákona z roku 2000, kdy byl přijat nález po půl roce od napadení a více než rok před nejbližšími volbami. Podle názoru ústavního právníka Wintra se problematičnost volebního systému projevila teprve postupně a zkreslení byla značná.
Ostatní soudci to vysvětlili velmi podrobným zkoumáním faktů profesorem Filipem, který zmínil, že „je akademik, který má pocit, že musí odvést dokonalé dílo“. A dodal: „Nález má 64 stran a tím dokonalým dílem je“. Dále uvedl: „Samozřejmě jsme mohli zrušit všechno, bylo by to nejspolehlivější řešení, jež by dávalo zákonodárcům šanci celý zákon znovu promyslet, ale zvolili jsme jemnější řešení,“ s tím, „že zasazení různě velikých krajů do jiného volebního modelu umožní zajištění takového výsledků, který by neměl nikdo napadat“.
Ve svém konečném rozhodnutí Ústavní soud shledal, že současný volební zákon je diskriminační a protiústavní, a zrušil pouze jeho některá ustanovení.

## Reakce
Prezident Miloš Zeman se po rozhodnutí Ústavního soudu ostře ohradil vůči předsedovi ÚS a obvinil ho, že se Ústavní soud plete do politiky a poškozuje Česko. Politologové, vládní opozice i většina veřejnosti Zemanův krok kritizovala.
Vládní opozice a menší strany rozhodnutí Ústavního soudu uvítali, ale kritizovali jeho načasovaní osm měsíců před termínem voleb. Premiér ČR Andrej Babiš naopak vyjádřil velké znepokojení a obvinil jednoho z hlasujících členů Ústavního soudu, jejího předsedu, Pavla Rychetského, ze snahy ovlivnit volby a odstranit ho z politiky. Podobně jako prezident republiky se tak podle některých komentátorů snažil dělat dlouhodobý politický nátlak na nezávislé soudy.
Nejvyšší správní soud prohlásil, že volby by mohly proběhnout i v případě, že by poslanci a senátoři novelu schválit nestihli.

## Navržené změny
Změny se dotknou přepočtu hlasů jednotlivých stran i koalic. Předložený návrh předpokládá zachování 5% hranice pro jeden politický subjekt a snížení hranice pro koalice o dvou stranách na 8 % a 11 % pro koalice o více stranách. Zároveň měl být zrušen přepočet hlasů D'Hondtovou metodou. Přepočet hlasů D'Hondtovým volebním dělitelem je ovšem používán nejen při volbách do Poslanecké sněmovny, ale také ve všech ostatních volbách (komunálních, senátních, krajských a evropských volbách). Předseda Poslanecké sněmovny Radek Vondráček prohlásil, že podle jeho názoru je jeden volební obvod „ten nejspravedlivější v rámci poměrného volebního systému“. Na brífinku za přítomnosti zástupců Poslanecké sněmovny, předsedů všech poslaneckých klubů, zástupců Senátu, předsedů všech senátorských klubů, předsedů Ústavně-právního výboru a Stálé komise pro Ústavu, a zástupců Ministerstva vnitra, předsedy Poslanecké sněmovny Vondráčka a předsedy Senátu Miloše Vystrčila, se 25. února shodli, že nadále zůstane 14 volebních krajů, neboť možnost jen jednoho volebního obvodu je pro Senát nepřijatelná, a protože společně hledají co nejširší shodu. Také se shodli, že bude i nadále nějaká zvýšená procentuální hranice, známá jako aditivní (sčítací) klauzule pro vstup politické strany či koalice do Poslanecké sněmovny. Šéfové obou komor parlamentu zároveň uvedli harmonogram schvalování, s tím, že očekávali účinnost nového zákona koncem dubna či v květnu 2021. Navržená Imperialiho kvóta ve větší míře než Hareova kvóta a Droopova kvóta zvýhodňuje větší politické strany, a redukuje poměrnost.

## Schvalovací proces
Vláda České republiky zohlednila nález Ústavního soudu a prostřednictvím ministerstva vnitra vypracovala nový návrh zákona, který 24. února 2021 předložila Poslanecké sněmovně.
Poslanecká sněmovna jednala o vládním návrhu novely od 9. března 2021 a poslanci byla podána a zapracována řada pozměňovacích návrhů. S těmito návrhy byl pozměněný vládní návrh zákona Poslaneckou sněmovnou dne 7. dubna 2021 schválen a dne 8. dubna 2021 postoupen Senátu. Senát návrh zákona schválil dne 29. dubna 2021 na své 10. schůzi. Prezidentovi byla schválená verze návrhu zákona doručena k podepsání dne 4. května 2021 a ten samý den prezident zákon podepsal.
Do Sbírky zákonů byl schválený zákon odeslán k publikaci 7. května, vyšel 12. května 2021 pod č. 189/2021 Sb. a nabyl účinnosti dne 1. července 2021.